# 吉野ヶ里町立三田川中学校
吉野ヶ里町立三田川中学校（よしのがりちょうりつ みたがわちゅうがっこう）は、佐賀県神埼郡吉野ヶ里町吉田にある町立の中学校。

## 概要
歴史
1947年（昭和22年）の学制改革により新制中学校として創立。数回の改組・改称を経て、現校名になったのは2006年（平成18年）。2022年（令和4年）に創立75周年を迎えた。
校訓
「ゆたかに自律、たくましく自立」
校章
校名の「三田川中」の「三」・「田」・「川」・「中」の4文字を図案化して組み合わせたデザイン（左に「三」・中央上に「中」・中央下に「田」・右に「川」）となっている。
校歌
1966年（昭和41年）に制定。作詞は碇敏雄、作曲は陶山聡による。歌詞は3番まであり、各番の歌詞中に校名の「三田川中学」が登場する。
校区
吉野ヶ里町のうち「吉田、立野、豆田、箱川、田手」。小学校区は吉野ヶ里町立三田川小学校。

## 沿革
- 1947年（昭和22年）
  - 4月1日 - 学制改革が行われる。
    - 三田川村国民学校の初等科（6年制）は新制小学校「三田川村立三田川小学校」となる。
    - 三田川村国民学校の高等科（2年制）は青年学校普通科とともに、新制中学校「三田川村立三田川中学校」（3年制）に改組される。青年学校校舎および小学校の2教室を使用。

  - 5月3日 - 開校式を挙行。
- 1949年（昭和24年）9月 -  木造新校舎（5教室）が完成。
- 1960年（昭和35年）9月 - 技術室と普通教室1を増築。
- 1963年（昭和38年）10月 - ミルク給食を開始。
- 1965年（昭和40年）
  - 3月 - 体育館を建設。
  - 4月1日 - 町制施行により、「三田川町立三田川中学校」に改称。
- 1966年（昭和41年）9月 - 校歌を制定。
- 1972年（昭和47年）
  - 3月 - 新校舎の一部（第一期工事）が完成。
  - 4月 - 新校舎に移転。
- 1973年（昭和48年）
  - 2月 - 新校舎全て（第二期工事）が完成。新校旗を作成。
  - 4月 - 運動場を整備。運動部室が完成。
- 1976年（昭和51年）3月 - 吉野ヶ里児童体育館が完成。
- 1979年（昭和54年）- 学校補助給食を開始。
- 1986年（昭和61年）4月 - 特殊学級を開設。
- 1987年（昭和62年）8月 - 校舎改装工事を実施。
- 2006年（平成18年）3月 -  町村合併により「吉野ヶ里町立三田川中学校」（現校名）となる。
- 2012年（平成24年）10月 - 体育館の大規模改修工事を完了。
- 2016年（平成28年）2月 - グラウンドの大規模改修工事を完了。
- 2022年（令和4年）4月 - 制服を改定。
- 2023年（令和5年）4月 - 通級教室を開設。

## 交通
最寄りの鉄道駅
- JR九州 長崎本線「吉野ヶ里公園駅」

最寄りの幹線道路
- 国道34号・国道385号「吉野ヶ里町田手」交差点

## 周辺
- 三田川児童館
- 吉野ヶ里町立三田川小学校
- 吉野ヶ里町役場 三田川庁舎（旧・三田川町役場）
- 吉野ヶ里町中央公民館